# 達爾吉善
達爾吉善（1718年—？），清朝政治人物。
繙譯舉人、筆帖式出身。乾隆二十一年，任甘肅寧夏水利同知。乾隆二十八年，任甘肅安西府知府。乾隆三十四年，任浙江鹽驛道。乾隆三十六年，任直隸按察使。乾隆四十三年，任甘肅按察使，署甘肅布政使。乾隆四十四年，署直隸布政使、廣東布政使。乾隆四十六年，任直隸布政使、和闐領隊大臣。乾隆四十七年，任喀什噶爾辦事大臣。乾隆四十九年，任兵部郎中。